# Понор (Хунедоара)
Понор (рум. Ponor) насеље је у Румунији у округу Хунедоара у општини Пуј. Oпштина се налази на надморској висини од 422 m.

## Становништво
Према подацима из 2002. године у насељу је живело 480 становника, од којих су сви румунске националности.